# Sortenreinheit
Ein Wein, der aus einer Rebsorte gekeltert ist, wird sortenrein oder reinsortig bezeichnet und oft nach dieser Sorte benannt.
Sortenreine Weine wurden mit der modernen Vorliebe, Weine mit dem Namen ihrer Rebsorte zu etikettieren, wieder populär. Cabernet Sauvignon, Chardonnay, Merlot, Sauvignon Blanc und Pinot Noir sind so berühmt geworden. 
Das Gegenteil der Sortenreinheit ist der Verschnitt (Cuvée). Die Sortenreinheit spielt hauptsächlich in der Weinkultur der deutschsprachigen Länder (Weinbau in Deutschland, Weinbau in Österreich, Weinbau in der Schweiz aber auch Weinbau in Luxemburg) eine wichtige Rolle, wo die Bezeichnung „Verschnitt“ einen negativen Beigeschmack hat. Französische und andere europäische Spitzenweine sind in der Regel Verschnitte aus zwei oder mehr Sorten. In diesen Ländern ist man sich bewusst, dass ein Verschnitt nicht zwangsläufig geringere Qualität bedeutet. 
Dennoch gibt es auch in Frankreich (Weinbau in Frankreich) eine Fülle sortenreiner Weine: Neben dem Weinbaugebiet Elsass, wo Weine der Sorte Riesling, Gewürztraminer, Spätburgunder und Grauburgunder angeboten werden, gilt das Weinbaugebiet Burgund mit seinen Weißweinen aus Chardonnay und den Rotweinen aus dem Spätburgunder als bedeutender Vertreter sortenreiner Weine. Aber auch das Beaujolais (mit der Sorte Gamay) sowie die nördliche Rhône bieten eine Fülle der in Frankreich mono-cépage genannten Weine an (Viognier in Condrieu, Syrah in Saint-Joseph, Croze-Hermitage, Hermitage und Cornas). Viele der Weißweine der Loire sind sortenreine Gewächse aus den Rebsorten Chenin Blanc, Sauvignon Blanc oder Muscadet. Im Norden Italiens (Weinbau in Italien) werden der Barolo und der Barbaresco zu 100 Prozent aus der Rebsorte Nebbiolo gekeltert.